# Unité urbaine de Vitry-le-François
L'unité urbaine de Vitry-le-François est une unité urbaine française centrée sur la commune de Vitry-le-François, sous-préfecture et quatrième ville du département de la Marne lequel est situé dans la région Grand Est.

## Données générales
Dans le zonage réalisé par l'Insee en 2010, l'unité urbaine était composée de trois communes.
Dans le nouveau zonage réalisé en 2020, elle est composée des trois mêmes communes.
En 2022, avec 13 903 habitants, elle représente la 4e unité urbaine du département de la Marne.

## Composition de l'unité urbaine en 2020
Elle est composée des trois communes suivantes :
| Nom                              | Code Insee | Département | Statut       | Superficie (km2) | Population (dernière pop. légale) | Densité (hab./km2) | Modifier                                    |
| -------------------------------- | ---------- | ----------- | ------------ | ---------------- | --------------------------------- | ------------------ | ------------------------------------------- |
| Vitry-le-François (ville-centre) | 51649      | Marne       | ville-centre | 6,45             | 11 349 (2022)                     | 1 760              | modifier les données · modifier les données |
| Frignicourt                      | 51262      | Marne       | banlieue     | 9,70             | 1 751 (2022)                      | 181                | modifier les données · modifier les données |
| Marolles                         | 51352      | Marne       | banlieue     | 4,38             | 803 (2022)                        | 183                | modifier les données · modifier les données |

## Évolution démographique
| 1968   | 1975   | 1982   | 1990   | 1999   | 2009   | 2014   | 2020   |
| ------ | ------ | ------ | ------ | ------ | ------ | ------ | ------ |
| 18 693 | 21 548 | 20 604 | 19 302 | 18 991 | 16 341 | 15 909 | 14 097 |

#### Données générales
- Unité urbaine
- Aire d'attraction d'une ville
- Aire urbaine (France)
- Liste des unités urbaines de France

#### Données démographiques en rapport avec l'unité urbaine de Vitry-le-François
- Aire d'attraction de Vitry-le-François
- Arrondissement de Vitry-le-François

#### Données démographiques en rapport avec laMarne
- Démographie de la Marne